# Visele copilăriei
Visele copilăriei este un film românesc din 1971 regizat de Jean Petrovici.

## Distribuție
Distribuția filmului este alcătuită din:
- Eva Sîrbu — comentariul